# Bătălia de la Carei

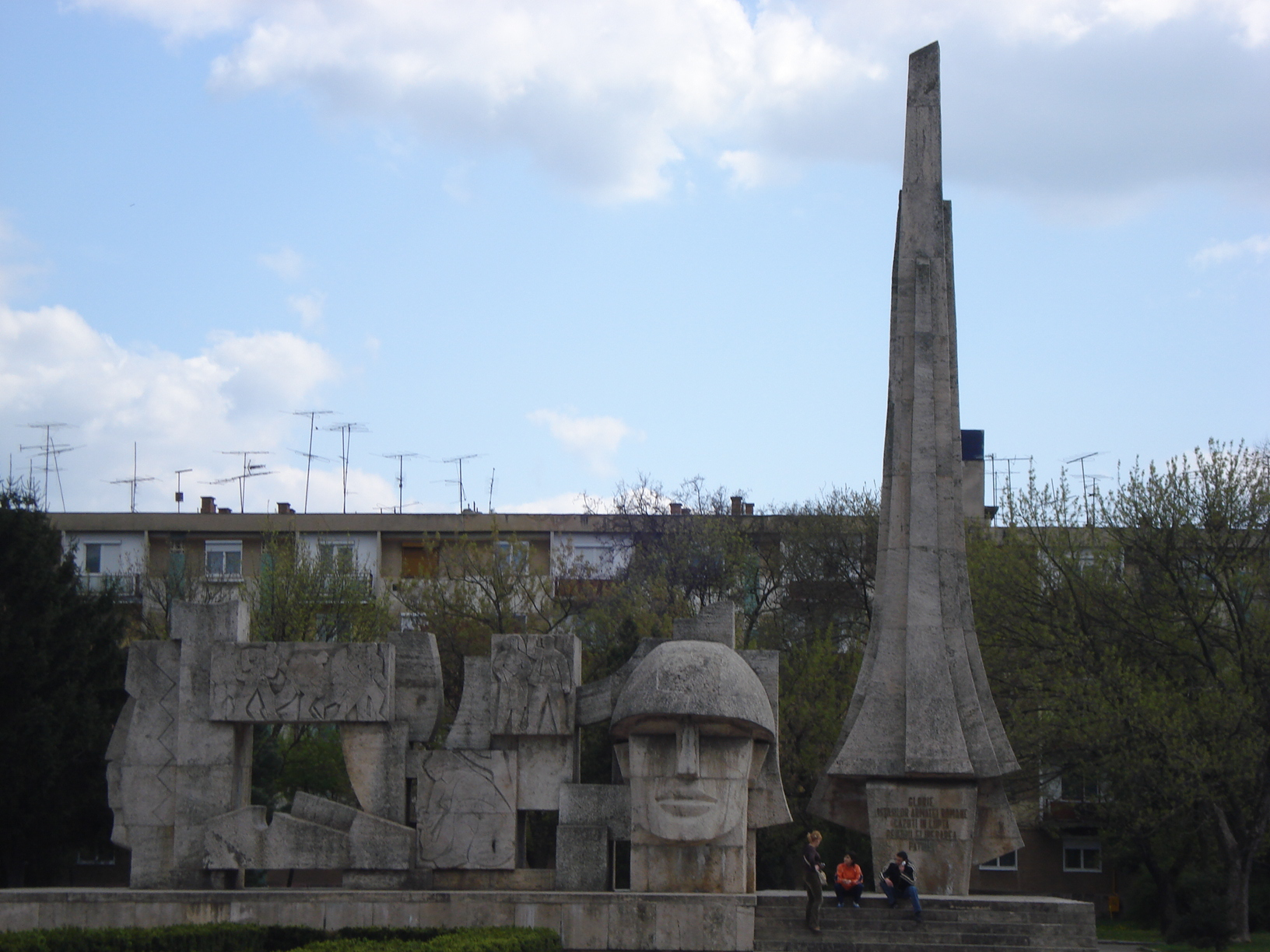
Monumentul ostașului român

Bătălia de la Carei reprezintă ultima etapă de eliberare a teritoriului actual al României, în cadrul celui de-al Doilea Război Mondial.
La 25 octombrie 1944 au fost eliberate orașele Carei și Satu Mare, după patru ani de ocupație horthystă în Transilvania de Nord, fiind anulat de facto Dictatul de la Viena.
Printr-un decret din 1959, această zi a fost instituită ca Ziua Armatei Române.
După această bătălie, armata română participă în continuare pe Frontul de vest, contribuind la eliberarea Ungariei și Cehoslovaciei de sub ocupația Germaniei naziste.
În amintirea acestei lupte, în centrul orașului Carei a fost ridicat Monumentul ostașului român.
Inaugurat în 1964, complexul monumental este opera sculptorului Vida Gheza și a arhitectului Anton Dâmboianu.